# José María Muñoz Quirós
José María Muñoz Quirós (Ávila, 23 de febrero de 1957) es un poeta español.

## Biografía
Licenciado en Filología Hispánica por la Universidad de Salamanca. Catedrático de Lengua y Literatura, profesor de Crítica Literaria del Centro Asociado de la UNED de Ávila. Presidente de la Academia de Artes Ciencias y Letras de la Institución Gran Duque de Alba y miembro de número de la misma. Director de la revista “El Cobaya” y miembro de la Academia de Poesía de Castilla y León y Presidente de la Academia de Juglares de Fontiveros. Está considerado como uno de los poetas más importantes de Castilla y León.

## Premios
- 2017: Premio bienal de poesía "Elena Gorrochategui" Fallo emitido en San Sebastián el 5 de mayo de 2017 por el Ateneo Guipuzcoano.
- 2011: Premio Ciudad de Cáceres por El temblor de las libélulas.
- 2009: Premio Alfons El Magnánim "Valencia" de poesía en castellano por El rostro de la niebla.
- 2007: XI Premio de Poesía Ciudad de Salamanca por El color de la noche.
- 2005: XVI Premio Internacional de Poesía San Juan de la Cruz por Celada de piedra.
- 1999: Premio Ciudad de Trujillo por El fuego inhabitable.
- 1999: Premio de Poesía "Jaime Gil de Biedma" en su IX Edición por Material Reservado.
- 1998: Premio Fray Luis de León de Poesía por Dibujo de la Luz.
- 1997: Premio de Poesía "San Lesmes Abad" en su XXIV edición por El cuaderno de invierno.
- 1995: Accésit del Premio Rafael Morales por Rosa Rosae.
- 1994: Premio "Tiflos" de Poesía por El sueño del Guerrero.
- 1990: Accésit del Premio Adonais por Ritual de los Espejos.
- 1988: Premio Jorge Manrique por Naufragios y otras islas.
- 1986: Premio Nacional de Poesía Gredos por La Estancia.
- 1984: Premio Ateneo de Salamanca por Razón de Luna.